# Brunkronad vävare
Brunkronad vävare (Ploceus insignis) är en fågel i familjen vävare inom ordningen tättingar.

## Utbredning och systematik
Fågeln förekommer i tre skilda populationer, dels i sydöstra Nigeria, sydvästra Kamerun samt på ön Bioko, dels i västra Angola och dels i sydligaste Sydsudan, östra Demokratiska republiken Kongo, västra och östra Uganda, västra Kenya, västra Rwanda, västra Burundi och västra Tanzania. Den behandlas som monotypisk, det vill säga att den inte delas in i några underarter.

## Status och hot
Arten har ett stort utbredningsområde, men tros minska i antal, dock inte tillräckligt kraftigt för att den ska betraktas som hotad. Internationella naturvårdsunionen IUCN listar arten som livskraftig (LC).